# La morte alle calcagna (film)
La morte alle calcagna (Out of Bounds) è un film del 1986, diretto da Richard Tuggle.

## Trama
Daryl Cage, un ragazzo arriva a Los Angeles con suo fratello Tommy, però i guai per Daryl cominciano quando ritira una sacca che sembra la sua; ma contiene dell'eroina destinata al boss della droga Roy Gaddis che è costretto a dargli la caccia per restituire la sacca.